# Sokolac

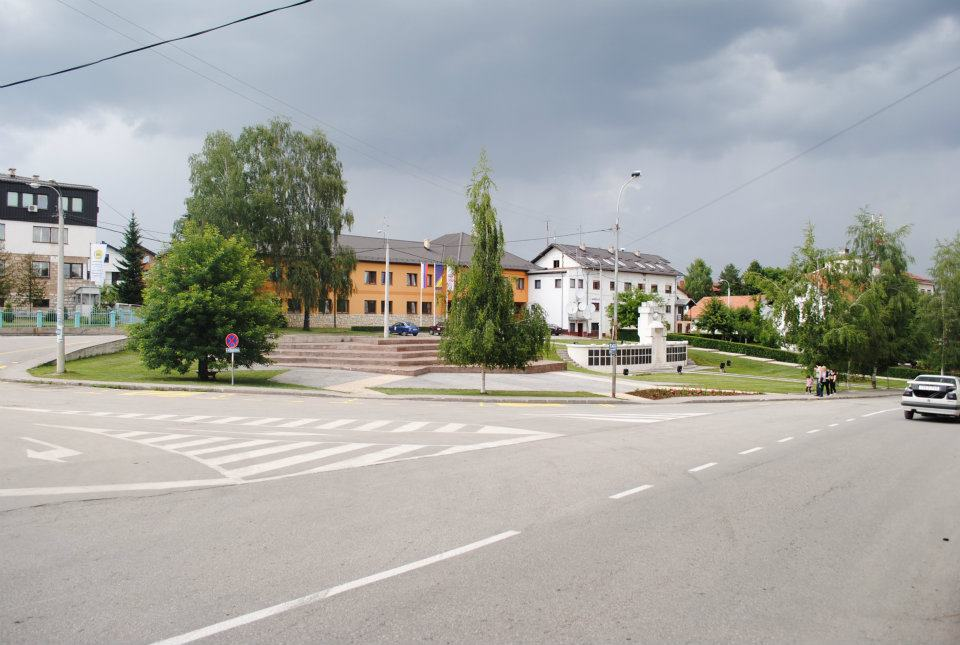
Zentrum von Sokolac

Sokolac (serbisch-kyrillisch Соколац) ist eine Kleinstadt und die zugehörige Verbandsgemeinde im Osten von Bosnien und Herzegowina. Es gehört zur Republika Srpska, einer von zwei Entitäten des südosteuropäischen Staates. Die dünn besiedelte Gemeinde Sokolac gehört zum Stadtgebiet von Istočno Sarajevo.

## Geografie
Die Gemeinde Sokolac befindet sich auf der Glasinac-Hochebene zwischen 700 und 1450 m Höhe etwa 30 km östlich von Sarajevo. Im Westen reicht das Gemeindegebiet bis auf den Kamm des Romanija-Gebirges, im Osten begrenzt der Devetak die Gemeinde. 6 km nördlich der Stadt Sokolac entspringt bei der Siedlung Turkovići die Bioštica, der linke Quellfluss der Krivaja.
Das Gemeindegebiet wird begrenzt von den Verbandsgemeinden Han Pijesak im Nordosten, Rogatica im Südosten, Pale und Istočni Stari Grad im Süden sowie Ilijaš und Olovo (beide Föderation) im Westen. Seit dem Bosnienkrieg bildet die Entitätengrenze zur Föderation die Westgrenze der Gemeinde.

### Gemeindegliederung
Zur Gemeinde gehören 88 Siedlungen, die den 10 Lokalgemeinschaften Bjelosavljevići, Čavarine, Kaljina, Knežina, Košutica, Podromanija, Sokolac, Sokolovići, Šahbegovići und Žljebovi zugeordnet werden.

## Bevölkerung
Zur Volkszählung 1991 hatte die Gemeinde 14.883 Einwohner. Davon bezeichneten sich 10.195 (68,5 %) als Serben, 4493 (30,18 %) als Muslime und 195 (1,31 %) als Angehörige anderer Volksgruppen.
In der Stadt Sokolac selbst lebten damals 6092 Menschen. Davon waren 5712 (93,76 %) Serben. Dorfgemeinschaften mit muslimischer Bevölkerungsmehrheit waren Kaljina (65,57 %), Knežina (72,96 %), Šahbegovići (63,5 %) und Žljebovi (60,14 %). Im Bosnienkrieg wurden fast alle bosniakischen Bewohner aus der Gemeinde vertrieben.

## Geschichte
Im Zweiten Weltkrieg unterhielten die jugoslawischen Partisanen nahe Sokolac ein strategisch wichtiges Flugfeld. Im  Jahre 1941 wurde die von 1876 bis 1882 erbaute Serbisch-orthodoxe Kirche Hl. Prophet Elias von der deutschen Wehrmacht schwerst zerstört.
Während des Bosnienkrieges war Sokolac Standort eines Kommandobunkers der VRS und ein Einsatzzentrum des Ostbosnischen Korps (auch Sarajevo-Romanija-Korps). Die wichtigste SA-6-Flugabwehrstellung der bosnischen Serben befand sich ebenfalls in Sokolac. Sie wurde am 30. August 1995 durch ein NATO-Bombardement zerstört. Sokolac selbst erlitt kaum Kriegsschäden, da es über die ganze Zeit hinweg unter Kontrolle der VRS stand. Allerdings waren mehrere muslimische Siedlungen in der Gemeinde von ethnischen Säuberungen betroffen. Von Mai bis September 1992 soll es im Ort zu organisierten Vergewaltigungen von muslimischen Frauen gekommen sein.
Während und kurzzeitig nach dem Krieg war Sokolac, Sitz des serbisch-orthodoxen Metropoliten der Metropolie Dabrobosnien, bevor dieser in die Mariä-Geburt-Kathedrale  nach Sarajevo zurückkehrte.
In Sokolac sind italienische EUFOR-Soldaten stationiert.

## Sport
Der örtliche Fußballverein FK Glasinac Sokolac spielte von 1993 bis 2004 in der ersten bosnischen Liga. Zurzeit spielt der Verein in der 3. Liga Bosniens.

## Wirtschaft
Die größten Wirtschaftszweige sind Forstwirtschaft und die holzverarbeitende Industrie.

### Verkehr
Über die Magistralstraße 19 ist Sokolac mit Sarajevo (42 km) und Vlasenica (50 km) bzw. Zvornik (102 km) verbunden. Im Gemeindeteil Podromanija (4 km westlich von Sokolac) zweigt die M19.3 ab, die über Rogatica nach Višegrad führt.
Eine Eisenbahnanbindung existiert nicht.

## Persönlichkeiten
- Halid Bešlić (* 1953), Folk-Sänger
- Sanja Kusmuk (* 1996), Skilangläuferin und Biathletin